# 米格爾·羅哈斯
米格爾·埃里亞斯·羅哈斯·奈德諾夫（西班牙語：Miguel Elias Rojas Naidernoff，1989年2月24日—），為美國職棒大聯盟的內野手，目前效力於洛杉磯道奇。他先前曾效力過邁阿密馬林魚。

## 職業生涯

### 洛杉磯道奇
2006年，羅哈斯以國際自由球員身份和紅人隊簽約。2012年，羅哈斯已經升上紅人3A。 隔年他被交易到道奇隊，並從2A出發。2014年開季，羅哈斯待在3A，並在6月6日登上大聯盟。6月8日，羅哈斯成功敲出大聯盟首安。
這年他出場85場，有161個打席。他本季的打擊率只有1成81，僅敲出1轟與9分打點，即使是以游擊手的標準都是不太好看的打擊成績，但他的守備能力比同樣是擔任三游的亨利·拉米瑞茲更為出色，因此仍然獲得些許出賽機會。他在6月18日道奇對落磯的比賽中，7局上半二壘有跑者（正是因為拉米瑞茲失誤而上壘的）的時候攔住了托洛維斯基沿三壘邊線的強襲滾地球並快傳一壘封殺打者，保住了先發投手克蕭的無安打比賽和完封勝。

### 邁阿密馬林魚
2014年12月10日，道奇隊將羅哈斯、迪伊·高登和丹·哈倫交易到馬林魚，換來Chris Hatcher、安德魯·赫恩尼、奧斯汀·巴恩斯和安立奎·赫南德茲。 2015年，羅哈斯出賽60場比賽，打擊率為2成82，並敲出1轟與17分打點。儘管隔年出賽數達到123場，但是他的打擊率只有2成47，僅敲出1轟與14分打點。
2017年，羅哈斯因為拇指受傷缺席60多場比賽。整年他的打擊率為2成90，還是只有敲出1轟與26分打點。2018年，羅哈斯寫下許多個人新高的數據，像是153場出賽，敲出11轟與53分打點，還有6次盜壘成功。
2019年，羅哈斯的打擊率為2成84，不過他的純長打率卻是國聯最低。同年9月，他和馬林魚簽下2年1025萬美元的合約。2020年7月，羅哈斯確診COVID-19。整年打擊率為3成04，並敲出4轟與20分打點。
2021年，羅哈斯敲出131支安打，另有13次盜壘成功，獲得37次保送寫下個人生涯新高。2022年休賽季，他因為右手腕出現三角纖維軟骨複合體損傷(TFCC)而去動了手術。

### 重返洛杉磯
2023年1月11日，馬林魚將羅哈斯交易到道奇，換來Jacob Amaya。同年，游擊手Gavin Lux在春訓受傷報銷，羅哈斯也成為球隊整季的主力游擊手。整季他的打擊率為2成36。

## 外部連結
- 球員資訊和成績在MLB，ESPN，Baseball-Reference，Fangraphs（英文）
- 米格爾·羅哈斯的X（前Twitter）